# 藏楸
藏楸（学名：Catalpa tibetica）为紫葳科梓属的植物，是中国的特有植物。分布在中国大陆的云南、西藏等地，生长于海拔2,400米至2,700米的地区，多生在山地混交林中，目前已由人工引种栽培。